# Sainte-Croix-sur-Buchy
Sainte-Croix-sur-Buchy é uma comuna francesa na região administrativa da Normandia, no departamento de Sena Marítimo. Estende-se por uma área de 13,84 km². Em 2010 a comuna tinha 704 habitantes (densidade: 50,9 hab./km²).